# Gripenbergs BK
Gripenbergs Bollklubb (GBK) är en svensk idrottsförening hemmahörande i småländska Gripenberg och som grundades den 15 juli 1928. Gripenbergs BK startade som en fotbollsförening och idag är fotbollen den enda aktiva sektionen inom föreningen. Den består av senior-, utvecklings- och veteranlag på herrsidan, seniorlag på damsidan samt flera pojk- och flicklag. Fotbollslaget spelar i svartgult och Smévallen är lagets hemmaplan.

## Historia

### 1928 - 1966
Under föreningens första decennier spelades fotbollen på flera olika lokala gräsplaner. Bland annat användes ”en liten plan som var belägen strax utanför kapellet i Finnanäs” och olika våtmarker när vädret tillät. År 1938 anslöt GBK sig till Smålands fotbollsförbund och året därpå beslutades om anslutning till Svenska idrottsförbundet i samband med att en friidrottssektion bildades. 1941 ansluter föreningen sig också till Svenska skidförbundet.
Under de första femtio åren innehas styrelseordförandeposten av en mängd olika personer. Bengt Jansson, Elis Hubsch, Alvar Lindén, Harald Karlström och Gustav Gustavsson är namnen på några av dem. Under samma period är fotbollslagets framgångar varierande. En av de sportsliga höjdpunkterna är vinsten av Säbydalspokalen 1945. Säbydals IF och Frinnaryds IF (vilka de sistnämnda man också hade ett kort samarbete med på 1940-talet) är de stora konkurrenterna.
År 1963 bildas en damklubb i GBK, vilka under kommande år kommer att bidra mycket både ekonomiskt och med arbetskraft vid exempelvis serveringar. Samma år bildas också, i samband med att Tranås första bowlinghall står klar, en bowlingsektion. Förutom bowling, fotboll, skidåkning och friidrott börjas det även utövas bland annat handboll, gymnastik och bordtennis i föreningen under dess första 40 år.

### 1967 - 1999
I december 1967 inleds, enligt GBK:s sekreterare på 1960- och 70-talet Gösta Bellman, en ny epok i klubbens historia då Tranås stad lovar att ordna en egen fotbollsplan till klubben. Markområde införskaffas från Britta Jacobsson och arbetet med den nya planen sätts sedan igång i full fart. Gustav Gustavsson, Mats Gustavsson och Bo Jarhl utses till arbetsledare och Sven Ahlgren från Tranås stad är chef över planarbetet. Under 1970-talet genomförs ombyggnation och tillbyggnad av klubbstugan och föreningens fotbollssektion får också sitt första damlag.
Herrlaget började under 60-talet att etablera sig i division 6 och 1973 lyckades laget vinna serien, fyra poäng före Ydrefors BK, vilket innebar ett historiskt avancemang till division 5. Debuten i division 5 Norra blev dock misslyckad och GBK degraderas efter en klar jumboplacering. Året därpå studsade laget tillbaka och knep åter igen förstaplatsen i division 6, denna gången gjorde man det dessutom obesegrade och med bara ett tappat poäng på hela säsongen (tvåpoängssystem gällde). 1978 var man åter tillbaka i division 6 där föreningen sedan huserade fram till och med 1996 då laget vann division 6 Tranås på målskillnad före Spexeryds IF.

### 2000 -
GBK:s herrseniorer inledde millenniet med fem raka säsonger i division 5, innan laget degraderades på nytt. Sedan dess har laget varit uppe i division 5 och vänt vid två tillfällen. Säsongen 2019 firade föreningen avancemang igen efter att ha slutat trea i grundserien och sedan vunnit sin kvalgrupp. Inför säsongen 2019 startades även ett seniorlag på damsidan upp igen. Den 25 augusti tog damerna sin första seger i seriesammanhang sedan återuppstarten då laget slog IFK Hult/Höreda GIF med 2-1.
Torsdagen den 11 januari 2018 började det brinna i föreningens klubbstuga. Branden var svårsläckt och lokalen totalförstördes av lågorna. Redan under hösten samma år inleddes bygget av den nya klubbstugan, som nu skulle vara belägen precis intill fotbollsplanen och ha större yta än tidigare lokal. Mycket tack vare donationer och ideellt arbete kunde klubbstugan vara färdig nog för att börja användas till säsongen 2019 och den officiella invigningen hölls sedan den 1 juli samma år.
Efter två säsonger i division 5, vilka båda påverkades mycket av Coronapandemin, åkte herrlaget ur serien efter stor dramatik i slutomgången. 